# Unione Sportiva Livorno 1959-1960
Questa voce raccoglie le informazioni riguardanti l'Unione Sportiva Livorno nelle competizioni ufficiali della stagione 1959-1960.

## Stagione
Nella stagione 1959-1960 sono maturi i tempi per riprovare il salto fra i cadetti. 
La dirigenza "sacrifica" i gioielli Costanzo Balleri ed Armando Picchi, ceduti in Serie A alla Spal, ricavandone le risorse per allestire un buon organico. 
Dalla Biellese arriva la punta Gino Raffin che realizzerà dodici reti. 
Viene scelto l'allenatore Vinicio Viani che dopo una falsa partenza sarà sostituito da Arturo Silvestri. 
Il campionato sarà un lungo braccio di ferro con il Prato per ottenere la promozione. Dopo aver perso in Toscana alla prima giornata del torneo, verrà resa la pariglia alla prima del ritorno al Prato, con il quale si galopperà fianco a fianco sino alla fine. 
Un solo punto dividerà le due contendenti al termine della stagione. Il solito fatal punticino, che ogni tanto ricorre nella storia amaranto.

## Rosa
| N. |                   | Ruolo | Calciatore           |
| -- | ----------------- | ----- | -------------------- |
|    | Italia (bandiera) | A     | Vito Bernardis       |
|    | Italia (bandiera) | D     | Giancarlo Bessi      |
|    | Italia (bandiera) | P     | Renato Bertocchi     |
|    | Italia (bandiera) | D     | Ivo Braccini         |
|    | Italia (bandiera) | A     | Luigi Bretti         |
|    | Italia (bandiera) | D     | Luigi Calza          |
|    | Italia (bandiera) | C     | Giuseppe Burroni     |
|    | Italia (bandiera) | C     | Aquilino De Petrillo |
|    | Italia (bandiera) | P     | Antonio Di Tommaso   |
|    | Italia (bandiera) | C     | Gianni Fermi         |
|    | Italia (bandiera) | D     | Giovanni Foresi      |
|    | Italia (bandiera) | P     | Roberto Giorgietti   |

| N. |                   | Ruolo | Calciatore       |
| -- | ----------------- | ----- | ---------------- |
|    | Italia (bandiera) | A     | Emilio Gratton   |
|    | Italia (bandiera) | D     | Mauro Lessi      |
|    | Italia (bandiera) | C     | Mario Manenti    |
|    | Italia (bandiera) | A     | Lido Mazzoni     |
|    | Italia (bandiera) | C     | Enrico Mazzucchi |
|    | Italia (bandiera) | C     | Armando Morelli  |
|    | Italia (bandiera) | A     | Francesco Mungai |
|    | Italia (bandiera) | D     | Giuseppe Piazza  |
|    | Italia (bandiera) | C     | Luigi Pisetta    |
|    | Italia (bandiera) | A     | Gino Raffin      |
|    | Italia (bandiera) | A     | Gloriano Risos   |

## Risultati

### Serie C

#### Girone di andata
| Arbitro: | Cotugno (Civitavecchia) |

|                                       |           |                   |
| Bozzato 38’ Cervetto 48’ Mencacci 83’ | Marcatori | 61’ (rig.) Raffin |

| Arbitro: | Revello (Imperia) |

|           |           |               |
| Bretti 7’ | Marcatori | 83’ Mantovani |

| Arbitro: | Ciferri (Roma) |

|               |           |               |
| Mazzucchi 48’ | Marcatori | 69’ Geminiani |

| Arbitro: | Carminati (Milano) |

|                |           |  |
| Stabellini 52’ | Marcatori |  |

| Arbitro: | Paciello (Foggia) |

|                      |           |  |
| Biagi 22’ Traini 40’ | Marcatori |  |

| Arbitro: | Negri (Monza) |

|                                         |           |           |
| Raffin 12’ (rig.) 45’ (rig.) Mungai 27’ | Marcatori | 80’ Bravi |

| Arbitro: | Galatolo (Santa Margherita Ligure) |

|                          |           |                        |
| Barbana 6’ Bonizzoni 66’ | Marcatori | 28’ Raffin 45’ Gratton |

| Arbitro: | Franzolin (Milano) |

|            |           |  |
| Mungai 60’ | Marcatori |  |

| Pistoia 22 novembre 1959 9ª giornata | Pistoiese      | 0 – 0 | Livorno | Stadio "Monteoliveto"\| Arbitro: \| Rancher (Roma) \| |
| Arbitro:                             | Rancher (Roma) |       |         |                                                       |

| Arbitro: | Donato (Civitavecchia) |

|             |           |  |
| Mazzoni 25’ | Marcatori |  |

| Arbitro: | Galatolo (Santa Margherita Ligure) |

|             |           |  |
| Pisetta 69’ | Marcatori |  |

| Arbitro: | Acernese (Roma) |

|  |           |                      |
|  | Marcatori | 53’ (aut.) Bonvecchi |

| Arbitro: | Cirone (Palermo) |

|                  |           |                  |
| Bimbi 28’ (rig.) | Marcatori | 47’ (aut.) Bimbi |

| Arbitro: | Acernese (Roma) |

|                                 |           |                |
| Mungai 35’ Tonegutti 64’ (aut.) | Marcatori | 17’ Bevilacqua |

| Livorno 17 gennaio 1960 15ª giornata | Livorno           | 0 – 0 | Forlì | Stadio Comunale\| Arbitro: \| Rossini (Cremona) \| |
| Arbitro:                             | Rossini (Cremona) |       |       |                                                    |

| Arbitro: | Negri (Monza) |

|             |           |                             |
| Bertoni 60’ | Marcatori | 62’ Mungai 87’ (aut.) Pinna |

| Arbitro: | Paciello (Foggia) |

|  |           |            |
|  | Marcatori | 4’ Gratton |

#### Girone di ritorno
| Arbitro: | Baldassarre (Udine) |

|                 |           |  |
| Raffin 65’, 75’ | Marcatori |  |

| Arbitro: | Rancher (Roma) |

|             |           |                       |
| Bassetto 1’ | Marcatori | 39’ (rig.) 40’ Raffin |

| Arbitro: | Grillo (Afragola) |

|            |           |                                   |
| Marani 25’ | Marcatori | 13’ Raffin 18’ Gratton 39’ Mungai |

| Rimini 24 marzo 1960 20ª giornata (ripetizione) | Rimini                  | 0 – 0 | Livorno | Stadio Romeo Neri\| Arbitro: \| Cotugno (Civitavecchia) \| |
| Arbitro:                                        | Cotugno (Civitavecchia) |       |         |                                                            |

| Arbitro: | D'Auria (Salerno) |

|                                    |           |  |
| Pisetta 20’ Raffin 55’ Morelli 85’ | Marcatori |  |

| Livorno 6 marzo 1959 22ª giornata | Livorno           | 0 – 0 | Del Duca Ascoli | Stadio Comunale\| Arbitro: \| Varazzani (Parma) \| |
| Arbitro:                          | Varazzani (Parma) |       |                 |                                                    |

| Siena 20 marzo 23ª giornata | Siena                    | 0 – 0 | Livorno | Stadio del Rastrello\| Arbitro: \| Smorto (Reggio Calabria) \| |
| Arbitro:                    | Smorto (Reggio Calabria) |       |         |                                                                |

| Arbitro: | Grondona (Genova) |

|               |           |                               |
| Bernardis 21’ | Marcatori | 17’ Danova 41’, 53’ Tassinari |

| Arbitro: | Bellotto (Pordenone) |

|               |           |  |
| Bartolini 40’ | Marcatori |  |

| Arbitro: | Zanchi (Mestre) |

|                                                |           |                     |
| Gratton 10’ Raffin 67’ Pisetta 76’ Mazzoni 79’ | Marcatori | 15’ Lomi 50’ Vitali |

| Arbitro: | Cirone (Palermo) |

|                           |           |              |
| Montenovo 27’ Fortini 52’ | Marcatori | 7’ Mazzucchi |

| Arbitro: | Rancher (Roma) |

|              |           |                      |
| Malavasi 45’ | Marcatori | 9’ Risos 17’ Mazzoni |

| Arbitro: | Smorto (Reggio Calabria) |

|                  |           |  |
| Mazzoni 35’, 88’ | Marcatori |  |

| Arbitro: | Paciello (Foggia) |

|            |           |  |
| Mungai 39’ | Marcatori |  |

| Arbitro: | Galatolo (Santa Margherita Ligure) |

|               |           |             |
| Genovesio 50’ | Marcatori | 16’ Gratton |

| Arbitro: | Rimoldi (Milano) |

|  |           |                             |
|  | Marcatori | 12’, 61’ Bretti 76’ Morelli |

| Arbitro: | Fratti (Mantova) |

|                                        |           |             |
| Morelli 6’, 24’ Raffin 20’ Gratton 83’ | Marcatori | 29’ Bertoni |

| Arbitro: | Monti (Ancona) |

|                             |           |              |
| Morelli 35’, 69’ Raffin 75’ | Marcatori | 11’ Travison |